# Wereldvoetballer van het jaar 2005

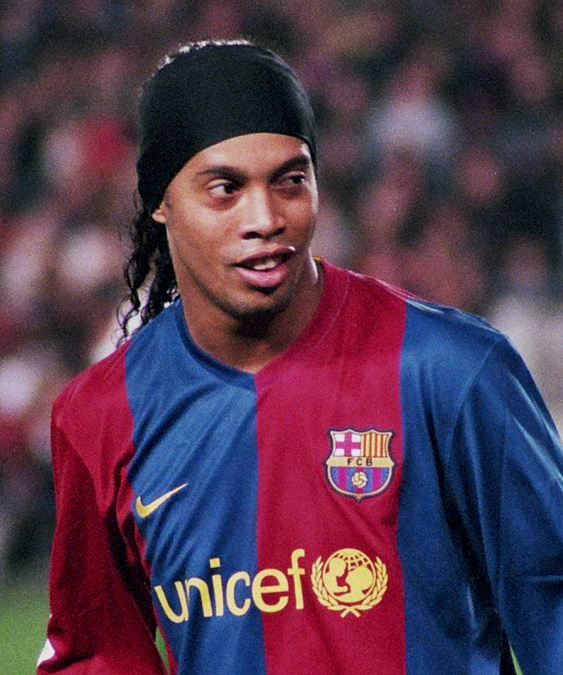
Ronaldinho werd in 2005 Wereldvoetballer van het jaar.

In 2005 werd Ronaldinho door de FIFA verkozen tot Wereldvoetballer van het jaar, hij prolongeerde daarmee zijn titel. Birgit Prinz prolongeerde haar titel voor de tweede keer bij de dames.

## Resultaten

### Mannen
| #  | Speler             | Club           | Punten |
| -- | ------------------ | -------------- | ------ |
| 1  | Ronaldinho         | FC Barcelona   | 956    |
| 2  | Frank Lampard      | Chelsea        | 306    |
| 3  | Samuel Eto'o       | FC Barcelona   | 190    |
| 4  | Thierry Henry      | Arsenal        | 172    |
| 5  | Adriano            | Internazionale | 170    |
| 6  | Andrij Sjevtsjenko | AC Milan       | 153    |
| 7  | Steven Gerrard     | Liverpool      | 131    |
| 8  | Kaká               | AC Milan       | 101    |
| 9  | Paolo Maldini      | AC Milan       | 76     |
| 10 | Didier Drogba      | Chelsea        | 65     |

### Vrouwen

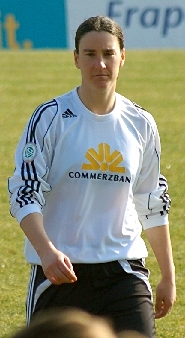
Birgit Prinz prolongeerde in 2005 haar titel.

| #  | Speler              | Punten |
| -- | ------------------- | ------ |
| 1  | Birgit Prinz        | 513    |
| 2  | Marta               | 281    |
| 3  | Shannon Boxx        | 281    |
| 4  | Hanna Ljungberg     | 126    |
| 5  | Renate Lingor       | 109    |
| 6  | Maribel Dominguez   | 109    |
| 7  | Solveig Gulbrandsen | 102    |
|    | Sandra Minnert      | 89     |
| 9  | Christie Welsh      | 89     |
| 10 | Kelly Smith         | 80     |

## Referentie
- World Player of the Year - Top 10

1991 · 1992 · 1993 · 1994 · 1995 · 1996 · 1997 · 1998 · 1999 · 2000 · 2001 · 2002 · 2003 · 2004 · 2005 · 2006 · 2007 · 2008 · 2009